# Pagell
Pagell (Pagellus acarne) är en fisk från familjen havsrudefiskar (Sparidae).

## Utseende
Arten har en tämligen hög kropp med lång ryggfena. Den har ljusröd rygg och silverfärgade sidor. Alldeles framför bröstfenornas fästen har den en mörk fläck. Munhålan är orangegul. Den kan som mest bli 36 cm lång, men håller sig vanligen omkring 25 cm.

## Vanor
Pagellen är en bottenfisk som framför allt uppehåller sig vid sand- och sjögräsklädda bottnar och kan gå ner till 500 m; vanligtvis håller den sig dock mellan 40 och 100 m. Ungfiskarna uppehåller sig närmare land. Fisken är allätare, men förtär främst maskar, blötdjur och mindre kräftdjur.

## Utbredning
Arten finns i östra Atlanten från östra Nordengland (sällsynt) och Biscajabukten via Medelhavet, Madeira, Kanarieöarna och Kap Verdeöarna till Azorerna och Senegal. Besöker tillfälligtvis Danmark, påträffad i Sverige (1966).

## Kommersiell användning
Viktig mat- och sportfisk.